# Agustín Eizaguirre
Agustín Eizaguirre Ostolaza (1897-1961) fue un futbolista español. Su posición en el campo era la de guardameta. 
Nacido el 7 de octubre de 1897 en Zarauz, País Vasco (España). Portero de la Real Sociedad de Fútbol en las décadas de 1910 y 1920, e integrante de la selección española que obtuvo la Medalla de plata en los Juegos Olímpicos de Amberes 1920. Padre del también guardameta Ignacio Eizaguirre.

## Biografía
Agustín Eizaguirre fue guardameta de la Real Sociedad de Fútbol entre 1912 y 1925. Es considerado el primer gran portero de la historia de la Real Sociedad y una de sus primeras estrellas junto con el defensa Mariano Arrate.
Llegó a la Real Sociedad en 1912 procedente del Amaikak-Bat siendo todavía un adolescente y permaneció 14 temporadas en el club de San Sebastián, hasta retirarse en 1925 con 28 años de edad. Eizaguirre jugó solo 69 partidos con la Real Sociedad debido a que en aquella época se disputaban pocos encuentros cada temporada.
En 1913 alcanzó con su equipo la final de la Copa de España que había organizado la Unión Española de Clubs de Football. La final se disputó a doble partido, siendo necesario un tercer partido de desempate que se saldó finalmente con la victoria del Fútbol Club Barcelona, rival de la Real en la final, por 2 a 1. Eizaguirre tomó parte en el segundo y tercero de estos partidos.
Eizaguirre formó parte también del once de la Real Sociedad en el partido inaugural del Estadio de Atotxa que se disputó el 5 de octubre de 1913 frente al Athletic Club.
Además del subcampeonato de España de 1913, los mayores éxitos que obtuvo Eizaguirre con la Real Sociedad fueron los Campeonatos de Guipúzcoa de 1919, 1923 y 1925 (año de su retirada). Su puesto en el equipo fue ocupado por Jesús Izaguirre.
Ha habido otros dos grandes porteros que han compartido apellido con Agustín Eizaguirre; Guillermo Eizaguirre (1909-86), con el que no tenía ningún parentesco, e Ignacio Eizaguirre (1920-2013), su propio hijo, que sería uno de los mejores porteros de la Liga española de fútbol en las décadas de 1940 y 1950.

## Internacionalidad
No fue nunca internacional, pero formó parte de la expedición española a los Juegos Olímpicos de Amberes 1920. A priori iba a ser titular en aquel torneo ya que era considerado el mejor portero de España en aquel momento, pero el seleccionador Paco Bru acabó eligiendo como guardameta a Ricardo Zamora, entonces con 19 años, para el primer partido. Antes de disputarse el segundo partido del torneo Eizaguirre abandonó la expedición y regresó a casa aduciendo que ante la gran actuación de Zamora él no pintaba nada en Bélgica. La selección española obtuvo en aquella competición la Medalla de plata y Ricardo Zamora cimentó su leyenda como uno de los mejores porteros de la historia. El hecho de que hasta 1920 no se había creado una selección española y la coincidencia en el tiempo con el gran Ricardo Zamora impidieron la internacionalidad de Agustín Eizaguirre.
En 1922 llevó a cabo una gira por Sudamérica con una selección vasca.

## Clubes
| Club                    | País   | Año       |
| ----------------------- | ------ | --------- |
| Real Sociedad de Fútbol | España | 1912-1925 |

## Títulos

### Campeonatos regionales
| Título               | Club          | País   | Año  |
| -------------------- | ------------- | ------ | ---- |
| Campeonato Guipúzcoa | Real Sociedad | España | 1919 |
| Campeonato Guipúzcoa | Real Sociedad | España | 1923 |
| Campeonato Guipúzcoa | Real Sociedad | España | 1925 |